# Big Bang (Band)
Big Bang (Eigenschreibweise: BIG BANG und BIGBANG, koreanisch: 빅뱅) ist eine südkoreanische Boygroup der zweiten K-Pop-Generation, bestehend aus drei Mitgliedern, welche 2006 vom Label YG Entertainment gegründet wurde. Die Gruppe besteht aus G-Dragon, Taeyang und Daesung. Seungri verließ die Gruppe im März 2019 infolge eines Skandals. T.O.P verließ YG Entertainment und Big Bang im April 2022.
Im Jahr 2011 gewannen sie einen MTV Europe Music Award als Best Worldwide Act. Im Jahr 2012 gab Big Bang ihr erstes Konzert in den USA und 2015 starteten sie ihre große MADE World Tour.

## Bandgeschichte

### 2000–2006: Entstehung und erste Erfolge
Schon vor ihrem Debüt waren einige Bandmitglieder aktiv in der Unterhaltungsindustrie. G-Dragon und Taeyang waren mit elf Jahren die ersten, die unter YG Entertainment trainierten. Nachdem G-Dragon von YG Entertainments Plänen hörte, eine Boygroup zu gründen kontaktierte er seinen alten Freund T.O.P der damals als der Rapper Tempo aktiv war. Seungri hatte seinen ersten Fernsehauftritt in der Serie Let's Cokeplay: Mnet Battle Shinhwa, in der Shinhwa Mitglieder für ein „zweites Shinwha“ suchte. Big Bang hatte ursprünglich sechs Mitglieder und die Entwicklung wurde in einer Fernsehserie dokumentiert. Am Ende blieben nur fünf Mitglieder; Hyun-seung musste die Gruppe verlassen.
Big Bang debütierte am 19. August 2006 in der Olympic Gymnastics Arena während des YG Family 10th Year Concert. Kurz darauf erschien Big Bangs erste EP Bigbang, die sich über 40.000 mal verkaufen konnte.

### 2007–2008: Erfolge in Südkorea und Japan

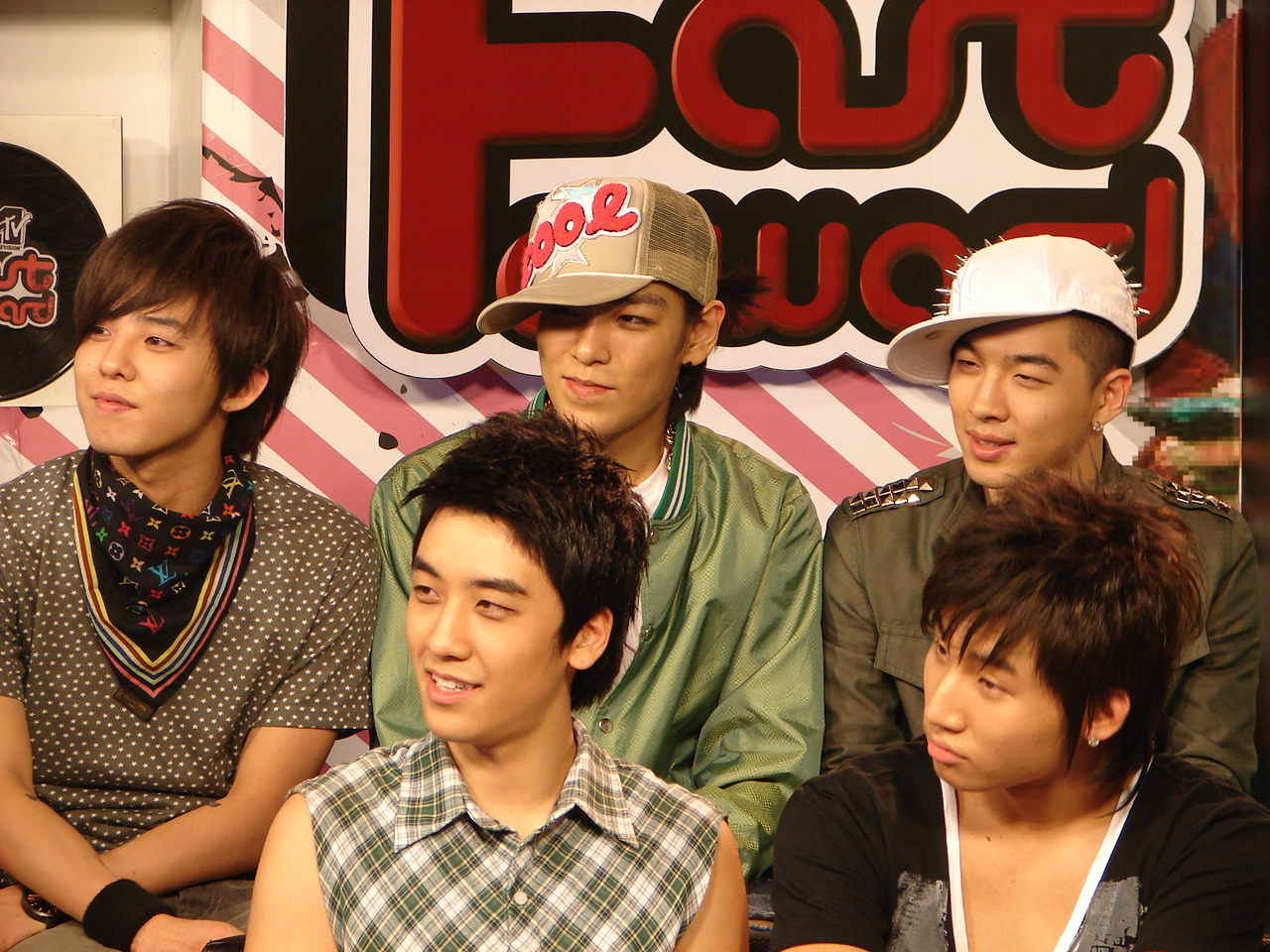
Bigbang beim MTV Fast Forward in Thailand, Dezember 2007

Anfang Februar 2007 wurde Big Bangs erstes Livealbum The First / Real Live Concert veröffentlicht, das sich über 30.000 mal verkaufte. Ihr erstes Extended Play Always zeigte einige Änderungen der Gruppe. Sie arbeiteten mehr an der Musik und begaben sich in andere Genres wie Elektronische Musik. Ein Großteil der Lieder wurde von G-Dragon geschrieben und produziert. Kritiken waren meist positiv, besonders für Lies, das als „durch die Decke“ beschrieben wurde. Lies wurde zu Big Bangs erstem Nummer-eins-Hit und verkaufte sich über 120.000 mal.
Ihre zweite EP Hot Issue, die im gleichen Jahr erschien, hatte den gleichen Erfolg wie ihr Vorgänger. Die Single „Last Farewell“ konnte sich acht Wochen an der Spitze der Juke-On Charts halten, erhielt den Song des Monats Award von Cyworld und verkaufte sich allein in Südkorea über 120.000 mal.
Die Gruppe litt an einem Erschöpfungszustand, weshalb die Aktivitäten für kurze Zeit eingestellt waren. Der immense Erfolg der Gruppe führte dazu, dass sie mehrere Auszeichnungen erhielt, wie die „Best Male Group“ und „Song of The Year“ Awards bei den Mnet Asian Music Awards 2007. Anfang 2008 erhielten sie den „Artist of the Year“ Award bei den 17. Seoul Music Awards. Bis zum Ende des Jahres 2007 verdienten sie ₩12 Milliarden (11,5 Millionen US-Dollar).
Ende 2007 debütierte Big Bang in Japan mit ihrer EP For the World, die auf Nummer zehn der Oricon-Charts einstieg. Im August 2008 erschien nach einer Pause Big Bangs dritte koreanische EP Stand Up, die sich über 200.000 mal verkaufte. Ihre Single Day by Day war auf mehreren Verkaufsplattformen die Nummer eins und konnte sich sechs Wochen auf dieser Position halten.
Während ihrer Koreanischen Veröffentlichungen erschien Big Bangs erstes Japanisches Studioalbum Number 1, das die Nummer drei der Oricon Album-Charts erreichte. Ihr zweites Koreanisches Studioalbum Remember erschien Ende 2008 und verkaufte sich über 200.000 mal. Ende 2008 erhielten sie ihren dritten Mnet Asien Music Award in der Kategorie Artist of the Year.

### 2009–2011: Soloprojekte und Kommerzieller Erfolg

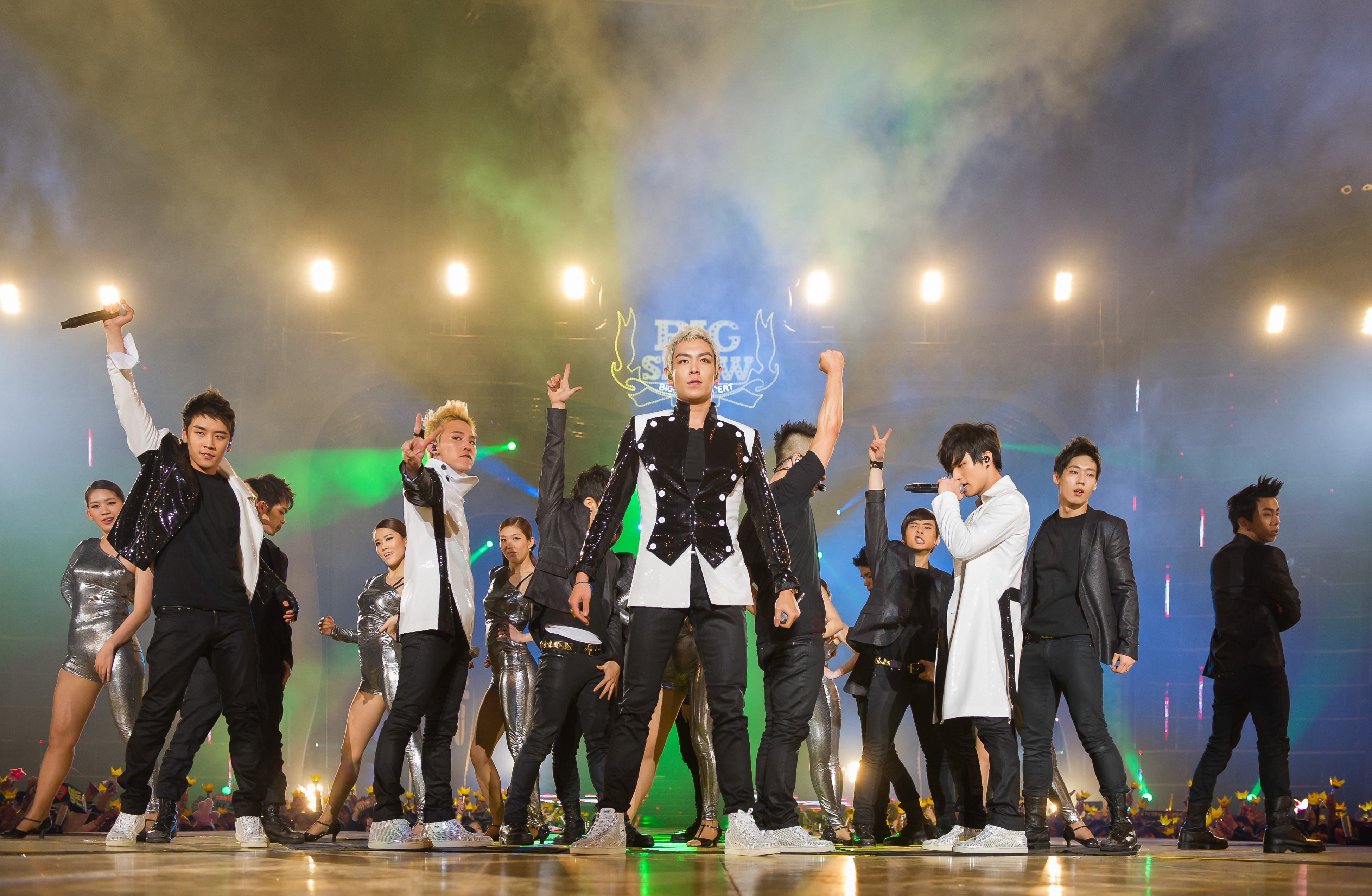
Big Bang bei einem Auftritt, Februar 2011

Im März 2009 veröffentlichte Big Bang mit YG Entertainments neuer Girlgroup 2NE1 das Lied „Lollipop“, das als Werbung für LG diente. Im August erschien das zweite Japanische Studioalbum Big Bang über Universal Music, das mit den Singles "My Heaven" und "Gara Gara Go!! beworben wurde.
Anfang 2010 hielt Big Bang ihr „Big Bang Concert Big Show“ und begann danach ihre „Electric Love Tour“ in Japan. Ihr drittes Japanisches Studioalbum Big Bang 2 mit den Singles „Koe o Kikasete“, „Tell Me Goodbye“ und „Beautiful Hangover“ erschien im Mai 2011. „Koe wo Kikasete“ wurde im Japanischen Drama „Ohitorisama (おひとりさま One Person)“ verwendet. und stieg auf Platz vier der Oricon-Charts ein. „Tell Me Goodbye“ wurde im Koreanischen Drama Iris verwendet und gewann „Song of the Year“ bei den 52. Japan Record Awards. Für den Rest des Jahres konzentrierten sich die Mitglieder auf ihre Soloprojekte und GD&T.O.P veröffentlichten ihr gleichnamiges Debüt-Album.
Nach knapp zwei Jahren veröffentlichte Big Bang ihre EP Tonight, die sich über 100.000 mal in der ersten Woche verkaufen konnte. Ende 2011 setzte sich Big Bang gegen Britney Spears und Lena Meyer-Landrut durch, und gewann somit einen MTV Europe Music Award als Best Worldwide Act. Dies sorgte für Schlagzeilen in der Presse:

„Als im vergangenen Jahr bei den MTV Europe Music Awards Namen wie Lena oder Britney Spears auftauchten, schien klar, dass einer der beiden den Award als „World Wide Act“ bekommen würde. Womit nur wenige rechneten, war eine südkoreanische Band. Big Bang, so ihr Name, machten so auf die neue Korea-Welle aufmerksam…“

### 2012–2014: Internationale Anerkennung, erste Welt Tournee und Pause

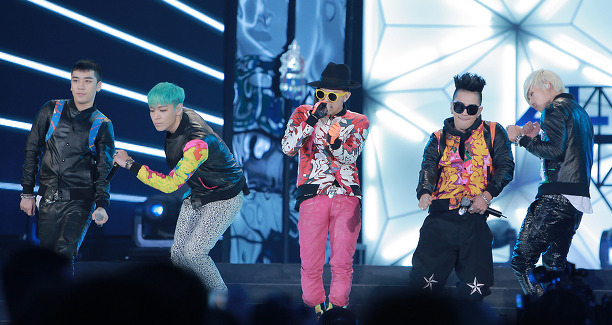
Big Bang, März 2012

2012 gelang Big Bang ihr lang erwartetes Comeback, welches mit dem Album „Alive“ eingeleitet wurde. Mit „Alive“ schaffte es Big Bang als erste K-Pop-Band in die US-amerikanischen Billboard 200. Daraufhin gab die Band eine weltweite Konzert-Tournee. Die Alive Galaxy Tour wurde von insgesamt 800.000 Menschen besucht. Den New York Times-Journalisten Jon Caramanica bezeichnete die Band als das „wahres Herz von K-Pop“. Bei den 2012 italienischen TRL Awards auf dem Platz „Piazzale Michelangelo“ in Florenz gewann BigBang den Preis für die „besten Fans“.
Nach der Alive Galaxy Tour begann Big Bang ihre Japan Dome Tour und ihre Japan Dome Tour "X". Während ihren Tourneen konzentrierten die einzelnen Mitglieder sich wieder auf ihre Solo-Projekte.

### 2015–2016:MADE, zweite Welttournee und 10-jähriges Jubiläum

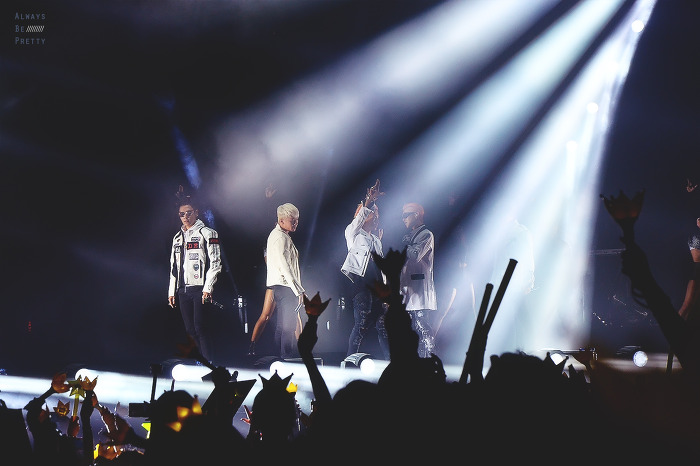
Big Bang während Ihrer Made World Tour, Juni 2015

Nach einer dreijährigen Pause veröffentlichte YG Entertainment im April 2015 einen Trailer für Big Bangs Made. Vom 1. Mai bis zum 5. August wurden vier EPs veröffentlicht; M, A, D und E. Die EPs und die einzelnen Singles konnten sich alle gut in den Charts platzieren. Die Made World Tour brachte mehr als 1.5 Millionen Menschen in die Konzerthallen und ist die größte Tournee eines Südkoreanische Acts. Bis zum Ende des Jahres 2015 nahmen Big Bang ₩150 Milliarden (120 Millionen US-Dollar) ein.
Aufgrund der zahlreichen Auftritte, der Erweiterung der Made World Tour, des Wunsches der Bandmitglieder weitere Lieder zu produzieren und der daraus entstandenen Überarbeitung, verschob YGE Made auf Ende September. Das Album wurde letztendlich auf unbegrenzte Zeit verschoben. Anfang Dezember 2015 gewann Big Bang vier Preise bei den 17. Mnet Asian Music Awards, darunter ihren dritten Artist of the Year Award. Um das zehnjährige Jubiläum Big Bangs zu feiern wurden mehrere Projekte gestartet. Dies begann mit dem Dokumentarfilm Big Bang Made der im Juni 2016 erschien. Darauf folgten die 0.TO.10 Konzerte im Nagai Stadium in Osaka Ende Juli und im Seoul-World-Cup-Stadion in Seoul Ende August. Für Dezember 2016 wurde eine weitere Japan Dome Tournee angekündigt. In 16 Konzerten wurde die Tournee von 781.500 Menschen besucht. Als drittes Projekt lief vom 5. August bis zum 30. Oktober 2016 die Ausstellung A TO Z.
Nach über anderthalb Jahren erschien im Dezember 2016 MADE mit den bereits veröffentlichten Liedern und drei neuen. Die drei Lieder konnten sich innerhalb von fünf Tagen zusammen über eine Million mal verkaufen. Anfang Januar 2017 beendete Big Bang ihre 0.TO.10 Konzertreihe in Seoul.

### Seit 2017: Wehrpflicht
Im Februar 2017 begann T.O.P als erstes Mitglied der Gruppe seine 21-monatige Wehrpflicht. G-Dragon wurde im Februar 2018 eingezogen, Taeyang und Daesung im März und Seungri hat im März 2020 seine Wehrpflicht begonnen. Im März 2019 erklärte Seungri, sich vom Showgeschäft zurückziehen zu wollen. Grund ist seine Verwicklung in dem Club Burning Sun (Burning Sun scandal), der im Zusammenhang mit Drogenmissbrauch, sexueller Ausbeutung und Polizeikorruption stehen soll.

### Seit 2022: Comeback
2022 wurde der Titel Still life veröffentlicht.

## Mitglieder
| Bild                 | Name              | Geburtsname            | Geburtstag (Alter)     | Geburtsort  | Position                    |
| -------------------- | ----------------- | ---------------------- | ---------------------- | ----------- | --------------------------- |
|                      | G-Dragon 지드래곤 | Kwon Ji-yong 권지용    | 18. August 1988 (36)   | Seoul       | Team leader Vocal, Main Rap |
|                      | Taeyang 태양      | Dong Yong-bae 동영배   | 18. Mai 1988 (37)      | Gyeonggi-do | Main Vocal, Main Dance      |
|                      | Daesung 대성      | Kang Dae-sung 강대성   | 26. April 1989 (36)    | Incheon     | Lead Vocal                  |
| Ehemalige Mitglieder |                   |                        |                        |             |                             |
|                      | Seungri 승리      | Lee Seung-hyun 이승현  | 12. Dezember 1990 (34) | Gwangju     | Vocal, Lead Dance           |
|                      | T.O.P 탑          | Choi Seung-hyun 최승현 | 4. November 1987 (37)  | Seoul       | Vocal, Lead Rap             |

## Vermächtnis
Big Bang gilt als Vorreiter der Koreanischen Welle. Die The Korea Times nannte Big Bang die „Ikone der Koreanischen Pop [Musik]“, und dass G-Dragon „viele junge Wannabes inspiriert, Sänger bzw. Songwriter zu werden.“ Die Yonhap News Agency sagte, Big Bang „half K-Pop in den USA, Europa, Lateinamerika und Mittleren Osten bekannt zu machen.“ Nachdem sie einen MTV Europe Music Awards als Best Worldwide Act gewannen, kündigte Google an, dass YouTube einen K-Pop-Kanal eröffnen wird.
Big Bangs Werke als Band und als Solokünstler inspirierten mehrere Musiker weltweit, darunter Jill Scott, Pixie Lott, A*M*E, Dakota Fanning, Nelly Furtado, Jaden Smith, Cho PD, Astro, BTS, Teen Top, Monsta X, Chang Kiha, Younha, Dynamic Duo, Zion.T, Sonamoo, Topp Dogg, Nu'est, Mamamoos Hwasa, Got7s BamBam, Block Bs U-Kwon, iKon, Blackpink und Grimes. Letztere sagte, dass K-Pop und besonders G-Dragon ihren musikalischen Stil mehr als jeder andere inspiriert hat. Die chinesische Boygroup OkBang wurde nach Big Bangs Modell geformt. Der Gewinner von Show Me the Money 5, Bewhy, begann zu rappen, nachdem er Big Bangs Musik gehört hat und IU wurde bekannt durch ihre Cover von Liedern der Gruppe.
Big Bang ist die erfolgreichste Südkoreanische Boygroup mit über 140 Millionen verkauften Tonträgern und wird von vielen Nachrichtendiensten als die Kings of K-Pop angesehen.

## Tourneen
Tourneen
- 2008: Global Warning Tour
- 2012–13: Alive Galaxy Tour
- 2013–14: Japan Dome Tour
- 2014–15: Japan Dome Tour „X“
- 2015–16: MADE World Tour
- 2017: Last Dance Tour

Fantreffen Tourneen
- 2012, 2014, 2016: Fantastic Babys
- 2016: Made V.I.P Tour
- 2016–17: Big Bang Special Event

Spezial Konzerte
- 2016–17: 0.TO.10

## Diskografie
Studioalben

| Jahr                       | Titel                             | Höchstplatzierung, Gesamtwochen, AuszeichnungChartplatzierungen (Jahr, Titel, Platzierungen, Wochen, Auszeichnungen, Anmerkungen) | Höchstplatzierung, Gesamtwochen, AuszeichnungChartplatzierungen (Jahr, Titel, Platzierungen, Wochen, Auszeichnungen, Anmerkungen) | Höchstplatzierung, Gesamtwochen, AuszeichnungChartplatzierungen (Jahr, Titel, Platzierungen, Wochen, Auszeichnungen, Anmerkungen) | Anmerkungen                                                   |
| Jahr                       | Titel                             | KR | JP | US | Anmerkungen                                                   |
| -------------------------- | --------------------------------- | --- | --- | --- | ------------------------------------------------------------- |
| Südkoreanische Studioalben |                                   | | | |                                                               |
|                            |                                   | | | |                                                               |
| 2006                       | Bigbang Vol.1 (1집 BigBang Vol.1) | KR3 (41 Wo.)KR | — | — | Erstveröffentlichung: 21. Dezember 2006 Verkäufe: + 157.186   |
| 2008                       | Remember (2집 Remember)           | KR5 (79 Wo.)KR | — | — | Erstveröffentlichung: 5. November 2008 Verkäufe: + 229.646    |
| 2016                       | Made                              | KR1 (47 Wo.)KR | JP1 Gold · (20 Wo.)JP | US172 (1 Wo.)US | Erstveröffentlichung: 12. Dezember 2016 Verkäufe: + 3.192.183 |
| Japanische Studioalben     |                                   | | | |                                                               |
|                            |                                   | | | |                                                               |
| 2008                       | Number 1 (ナンバー 1)             | — | JP13 (15 Wo.)JP | — | Erstveröffentlichung: 22. Oktober 2008                        |
| 2009                       | Big Bang                          | — | JP3 Gold · (43 Wo.)JP | — | Erstveröffentlichung: 19. August 2009 Verkäufe: + 100.000     |
| 2010                       | Big Bang + ライブ・トラックス     | — | JP39 (2 Wo.)JP | — | Erstveröffentlichung: 31. März 2010                           |
| 2011                       | Big Bang 2                        | — | JP1 Gold · (16 Wo.)JP | — | Erstveröffentlichung: 11. Mai 2011 Verkäufe: + 100.000        |
| 2012                       | Alive                             | — | JP3 Gold · (92 Wo.)JP | — | Erstveröffentlichung: 28. März 2012 Verkäufe: + 100.000       |
| 2016                       | Made Series                       | — | JP1 Gold · (41 Wo.)JP | — | Erstveröffentlichung: 3. Februar 2016 Verkäufe: + 202.600     |

grau schraffiert: keine Chartdaten aus diesem Jahr verfügbar

## Filmografie
- 2006: Big Bang: The Beginning
- 2016: Big Bang Made

### Dokumentarfilme
| Jahr | Typ             | Titel                          | Produktion       | Anmerkungen |
| ---- | --------------- | ------------------------------ | ---------------- | --- |
| 2006 | Fernsehserie    | Big Bang: The Beginning        | MTV Korea        | - Erstausstrahlung: 2006 - Eine Dokumentation die ihre Entstehung aufzeichnet                                              |
| 2016 | Kinofilm        | Big Bang MADE: The Movie       | YG Entertainment | - Erstausstrahlung: 28. Juni 2016 - Behind the scenes ihrer Made World Tour. - Meistgeschaute Doku in Südkoreas Geschichte |
| 2016 | Dokumentarserie | Big Bang MADE: The Documentary | SBS              | - Erstausstrahlung: 30. Juni 2016 - weitere Szenen ihres Kinofilms Big Bang MADE: The Movie                                |

### Reality-TV
| Jahr | Titel               | Produktion  |
| ---- | ------------------- | ----------- |
| 2011 | Big Bang TV         | Mnet        |
| 2017 | Run, BIGBANG Scout! | YouTube Red |

## Bücher
- Big Bang, Kim Se-a: Shouting out to the World!: A Run for the Dream, Bigbang's 13,140 Days Challenge. Sam & Parkers, 2009, ISBN 978-89-92647-60-1 (englisch, koreanisch: 세상에 너를 소리쳐!: 꿈으로의 질주, 빅뱅 13,140일의 도전.).